# Henri Moissan
Henri Moissan (Paris, 28 de setembro de 1852 – Paris, 20 de fevereiro de 1907) foi um químico francês.
Recebeu o Nobel de Química de 1906 em reconhecimento dos seus grandes esforços na sua investigação e isolamento do elemento do flúor e pela adopção ao serviço da ciência do forno elétrico de arco designado com o seu nome.

## Vida e obra
Estudou no Colégio de Meaux, no Instituto de Agronomia de Paris e no Instituto de Toxicologia. Trabalhou no Museu de História Natural de Paris e nos laboratórios de Edmond Frémy. Foi professor na Escola Superior de Farmácia desde 1879, e professor de química na Universidade de Paris a partir de 1900.
Entre suas contribuições científicas mais notáveis conta-se, em 1886, o isolamento do flúor na forma de um gás amarelo esverdeado, por eletrólise de uma solução de fluoreto de hidrogênio e potássio (KHF) em fluoreto de hidrogênio (HF). A existência do flúor já era conhecida desde alguns anos, porém todos os intentos de obtê-lo haviam fracassado, inclusive alguns pesquisadores morreram como consequência das experiências para a sua obtenção.
Também criou um forno elétrico de arco (forno de Moissan) capaz de alcançar temperaturas de 4 100 °C, que permite reduzir os minerais de certos metais, como o urânio, crômio, tungstênio, vanádio, manganês, titânio e molibdêmio.
Ingressou na Academia de Ciências em 1891. Em 1893 demonstrou seu método de preparação de pequenos diamantes artificiais a partir de carbono dissolvido em ferro fundido.
Morreu repentinamente em Paris, no ano de 1907, pouco depois do seu retorno de Estocolmo, após receber o Nobel de Química. Não se sabe se as suas experiências com o elemento flúor contribuíram para a sua morte prematura.

## Publicações
- Sur les oxydes métalliques de la famille du fer. Suivi de Propositions données par la faculté, Paris, Gauthier-Villars, [1880]
- Le Nickel, Paris, Gauthier-Villars et fils ; Masson et Cie, [1896]
- Recherches sur l'isolement du fluor
- Le Fluor et ses composés
- Le Four électrique
- Série du cyanogène (thèse)